# Gewerkschaft Nahrung-Genuss-Gaststätten

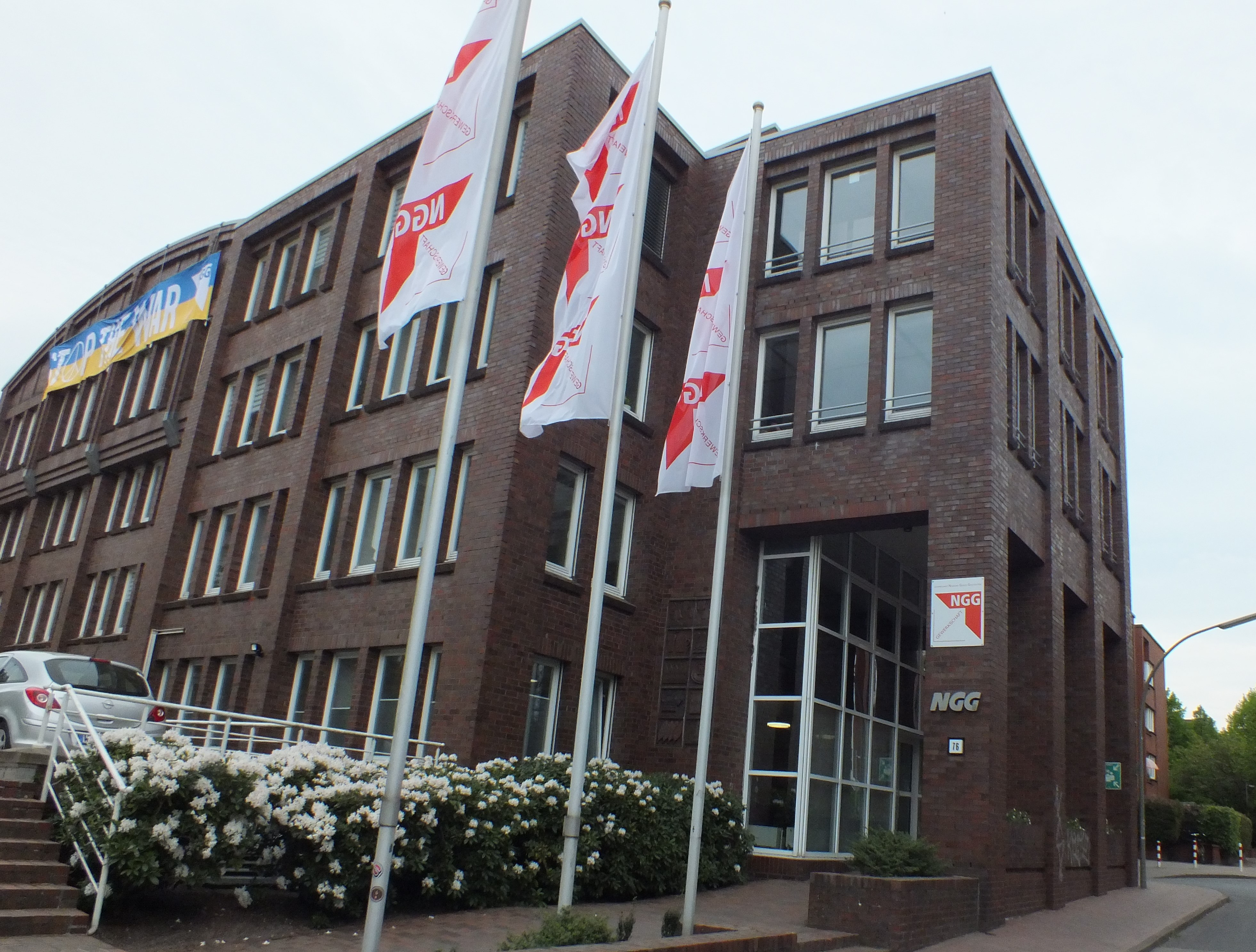
Hauptverwaltung der Gewerkschaft NGG in Hamburg

Die Gewerkschaft Nahrung-Genuss-Gaststätten (NGG) ist eine 1949 gegründete deutsche Gewerkschaft und eine der acht Einzelgewerkschaften im Deutschen Gewerkschaftsbund (DGB). 2021 hatte die NGG rund 189.098 (112.107 männlich, 76.991 weiblich) Mitglieder. Vorsitzender der NGG ist Guido Zeitler. Stellvertretende Vorsitzende sind Freddy Adjan und Claudia Tiedge.

## Aufgaben
Die Kernaufgabe der NGG stellt die Regelung der Lohn- und Arbeitsbedingungen ihrer Mitglieder dar. Dazu zählen zum Beispiel Verhandlungen und Abschlüsse von Tarifverträgen zu Löhnen und Gehältern, zur Arbeitszeit, Urlaubsdauer und Altersvorsorge, jedoch auch die organisatorische und finanzielle Unterstützung bei Streiks. Ihren Mitgliedern gewährt die NGG Rechtsschutz.
Die NGG setzt sich für Menschenrechte und Friedenssicherung in Freiheit, für soziale Gerechtigkeit und die Verbesserung des Verbraucher- und Umweltschutzes ein. Sie kämpft für den Erhalt und Ausbau des Sozialstaats, für faire und mitarbeiterfreundliche Arbeitsbedingungen, sowie gegen ein Renteneintrittsalter mit erst 67 Jahren. Zudem prangert sie Rechtsextremismus an und spricht sich für ein Verbot der NPD aus.

## Branchen
Die Gewerkschaft vertritt unter anderem die Interessen der Beschäftigten
- im Gastgewerbe (Hotels, Restaurants, Cafés, Kantinen, Catering, Systemgastronomie und Lieferung durch Essenskuriere)
- im Backgewerbe (Bäcker- und Konditorenhandwerk, Brotindustrie)
- in der Fleischwarenindustrie und dem Fleischerhandwerk (Schlacht- und Viehhöfe, Geflügelschlachtereien, Feinkostherstellung)
- in der Fischwirtschaft (auch Fischmehlfabriken)
- in der Getränkewirtschaft (Brauereien, Mälzereien, Mineralbrunnen, Erfrischungsgetränke, Getränkegroßhandel, Spirituosenbetriebe, Hefeindustrie)
- in der Getreidewirtschaft (Mühlenindustrie, Teigwarenfabriken, Futtermittelindustrie, Stärkeindustrie, Kaffeeröstereien)
- in der Hauswirtschaft
- in Milch und Fett verarbeitenden Betrieben (Molkereien, Margarineindustrie, Ölmühlenindustrie, Fettschmelzen)
- in der Obst- und Gemüseverarbeitung
- in Süß- und Dauerbackwaren herstellenden Betrieben
- in der Tabakindustrie (Zigarren, Zigaretten, Kau- und Schnupftabak)
- in der Zuckerindustrie

Der Großteil der mehr als 3000 Tarifverträge der NGG wird direkt mit den jeweiligen Betrieben geschlossen (Haustarifvertrag). Tarifpartner sind außerdem die jeweiligen Verbände auf der Arbeitgeberseite (z. B. der Deutsche-Brauerbund), die Innungen des Bäcker- und Fleischerhandwerks, regionale Mitgliedsverbände des Deutschen Hotel- und Gaststättenverbandes (DEHOGA) und der Bundesverband der Systemgastronomie (BdS).

## Aufbau
Die Mitglieder wählen Delegierte, die auf den verschiedenen Organisationsebenen ihre Interessen vertreten. Die NGG hat drei Organisationsebenen: Die Regionen vor Ort, die Landesbezirke und – auf Bundesebene – die Hauptverwaltung mit Sitz in Hamburg.

### Regionale Ebene: NGG-Regionen
Auf der Regionalebene kann jedes Mitglied mitentscheiden, Anträge formulieren oder für Gremien kandidieren. Die 52 NGG-Regionen sind die direkten Ansprechpartner für die Mitglieder vor Ort. Sie betreuen die Betriebsräte und führen Verhandlungen zu Haustarifverträgen. Sie berufen Mitglieder- oder Delegiertenversammlungen und Versammlungen für Betriebsräte und Vertrauensleute ein.
In ihrer Region sind sie für die gewerkschaftliche Bildung zuständig und verantworten die Mitgliederwerbung. Innerhalb ihres (regionalen) Wirkungsbereichs stehen sie ein für die Förderung der Frauen-, Senioren- und Jugendarbeit und arbeiten mit den DGB-Kreisvorständen zusammen.

### Landesebene: NGG-Landesbezirke
Die fünf Landesbezirke (Nord, Nordrhein-Westfalen, Bayern, Südwest und Ost) führen – gemeinsam mit den jeweiligen Tarifkommissionen – die Tarifverhandlungen auf Landesebene. Sie organisieren Bildungsseminare und Tagungen, leisten Beratungsarbeit für die NGG-Regionen und koordinieren gemeinsame Aktionen von Netzwerken, Gruppen und Regionen.

### Bundesebene: Hauptverwaltung/Hauptvorstand
Die Gewerkschaft NGG hat ihren Sitz in Hamburg. Dort befindet sich neben der Hauptverwaltung auch der Sitz des Hauptvorstandes. Dieser setzt die Beschlüsse des Gewerkschaftstages um und beruft diesen ein. Zudem überwacht er die Einhaltung der Satzung und bestimmt die politischen und tariflichen Leitlinien der NGG. Seine Mitglieder werden vom Gewerkschaftstag, dem höchsten Beschlussgremium der NGG, gewählt. Mitglieder des Hauptvorstandes sind der Geschäftsführende Hauptvorstand, die Landesbezirksvorsitzenden, zwanzig ehrenamtlichen Mitglieder aus den Betrieben des Organisationsbereichs der NGG und je ein ehrenamtliches NGG-Mitglied, das vom Bundesfrauenausschuss (weibliches Mitglied), bzw. der Bundeskonferenz der Jungen NGG (Mitglied unter 28 Jahren) bestimmt wurde.
Der Geschäftsführende Hauptvorstand ist das ausführende Organ des Hauptvorstandes. Er vertritt die NGG nach innen und außen und ist für die bundesweiten Tarifverhandlungen zuständig. Er setzt sich aus einem Vorsitzenden und zwei stellvertretenden Vorsitzenden zusammen. Es müssen beide Geschlechter vertreten sein.

### Internationale Ebene: EFFAT und IUF
Die Gewerkschaft NGG arbeitet mit den jeweiligen europäischen Schwesterorganisationen zusammen. Sie ist Mitglied des Europäischen Verbands der Landwirtschafts-, Lebensmittel- und Tourismusgewerkschaften (EFFAT) und der Internationalen Gewerkschaft der Nahrungsmittelarbeiter (IUF). Guido Zeitler, Vorsitzender der NGG, ist Vizepräsident der EFFAT.

### Gewerkschaftstag
Der Gewerkschaftstag ist das höchste Beschlussorgan der Gewerkschaft NGG und findet alle fünf Jahre statt. Stimmberechtigt sind die in den Regionen gewählten Delegierten. Ein Delegierter vertritt jeweils 1500 Mitglieder der NGG. Außerdem stimmberechtigt sind der Hauptvorstand und drei Delegierte aus den Reihen der Jungen NGG. Anträge können von den Regional- und den Landesbezirksvorständen, dem Hauptvorstand, dem Hauptausschuss, den Landesbezirkskonferenzen und den Bundeskonferenzen und Ausschüssen der NGG-Personengruppen (Junge NGG, Bundesfrauenausschuss) gestellt werden.
Der NGG-Gewerkschaftstag hat die Aufgabe, die Tätigkeitsberichte des Hauptvorstandes, des Hauptausschusses und der Revisionskommission entgegenzunehmen und den Hauptvorstand zu entlasten. Die Delegierten des Gewerkschaftstages beschließen die eingereichten Anträge und bestimmen die gewerkschaftspolitischen Grundsätze der Gewerkschaft NGG für die nächsten fünf Jahre. Sie wählen oder bestätigen u. a. die Mitglieder des Geschäftsführenden Hauptvorstandes, die oder den Hauptausschussvorsitzende/-n und die ehrenamtlichen Personengruppenvertreter (Junge NGG, Frauen) für den Hauptvorstand.

## Vorgeschichte

### 1865 bis 1918
In Leipzig wurde am 27. Dezember 1865 im Pantheon der Allgemeine Deutsche Cigarrenarbeiter-Verein gegründet. Der Zusammenschluss der Zigarrenarbeiter war der erste zentral organisierte, nationale Verbund der deutschen Arbeiterbewegung und eine Vorläuferorganisation der NGG.
Die Vereinigung der Zigarrenarbeiter war der Versuch, sich gegen die katastrophalen Arbeits- und Lebensbedingungen zur Wehr zu setzen. Die Produktion von Zigarren erfolgte in reiner Handarbeit und in den allermeisten Fällen in Heimarbeit. In den kleinen Arbeitsräumen – die meist zugleich Schlaf- und Wohnraum waren – arbeiteten Eltern, Kinder und ein oder zwei Gehilfen unter denkbar schlechten Bedingungen. Die Rohstoffe für die Zigarrenherstellung wurden zu überhöhten Preisen von Fabrikanten bezogen, die fertigen Zigarren später wiederum billig an sie verkauft. Durch die Verlagerung der Produktionsstätten in die Heime der Arbeiter sparten sich die Fabrikanten die Kosten für eigene Arbeitsräume, Heizung und Beleuchtung. Außerdem konnten sie die unabhängig voneinander agierenden Heimarbeiter leicht gegeneinander ausspielen und die Löhne so immer weiter drücken. Die Folgen waren verheerend: überlange Arbeitszeiten, keinerlei Absicherung gegen Krankheit und Unfälle, Kinderarbeit und Hunger waren die Regel.
Die Arbeit im Verlagssystem oder in Heimarbeit bedeutete starke wirtschaftliche Abhängigkeit. Gleichzeitig bot sie den Arbeitern ein gewisses Maß an persönlicher Freiheit: Während der eigentlichen Arbeit wurden die Zigarrenmacher nicht durch die Fabrikanten kontrolliert. Sie konnten während ihrer leisen, mechanischen Handarbeit ungehindert miteinander reden und debattieren. Vielerorts bestimmten die Arbeiter sog. Vorleser. Durch das Vorlesen aus Romanen, politischen Schriften und sozialdemokratischen Zeitungen wurden die Arbeiter unterhalten. Dadurch waren die Arbeiter politisch interessiert und gut informiert. In Erinnerung daran ist der Vorleser heute das offizielle Symbol der Gewerkschaft NGG.
Am 10. Juli 1885 wurde der Unterstützungsverein deutscher Cigarrensortierer gegründet. Zum Geschäftsführer wurde Adolph von Elm gewählt. 1891 gründete von Elm eine Produktivgenossenschaft, die Tabakarbeiter-Genossenschaft (TAG), deren Geschäftsführer er war. Mit dem Jahresabschluss 1909 ist die TAG 1910 in der Großeinkaufs-Gesellschaft Deutscher Consumvereine mbH aufgegangen.
Bis die anderen Berufe des Nahrungs- und Genussmittelbereichs dem Beispiel der Zigarrenmacher folgten und sich gewerkschaftlich zusammenschlossen, verging noch einige Zeit. Zwischenzeitlich wuchs die Organisation der Zigarrenmacher schnell weiter an. Bis Ende 1878 waren über 8.000 Mitglieder in mehr als 100 Orten organisiert, die Zigarrenmacher stellten so für lange Zeit die größte Gewerkschaftsorganisation.
1900 schlossen sich die Beschäftigten in Hotels, Gaststätten und Restaurants zum Verband Deutscher Gastwirtsgehilfen zusammen. Der Verband der Fleischer und Berufsgenossen folgte 1902. Je nach Branche wurden auch unterschiedliche Forderungen gestellt. Die Durchsetzung dieser Forderungen (z. B. nach der Einführung eines freien Tages in der Woche, die Begrenzung der täglichen Arbeitszeit und die Einhaltung grundlegender Arbeitsschutzbestimmungen) war abhängig vom jeweiligen Organisationsgrad. Als besonders stark zeigte sich die Vereinigung der Brauer. Im Gegensatz zu den meisten anderen Gewerkschaften zielten ihre Bemühungen darauf ab, alle Arbeitnehmer unabhängig ihres Bildungsstatus zu organisieren.

### 1918 bis 1933
Von 1918 bis 1920 stieg die Zahl der gewerkschaftlich organisierten Arbeiter der Nahrungs- und Genussmittelindustrie um das Vierfache an. Direkt nach Kriegsende schlossen die Gewerkschaften mit den Unternehmensverbänden das Arbeitsgemeinschaftsabkommen ab. Die Gewerkschaften wurden nun von den Arbeitgebern als reguläre Vertreter der Arbeiterschaft akzeptiert. In allen Betrieben mit mehr als 50 Arbeitern sollten Arbeiterausschüsse (die Vorläufer der Betriebsräte) installiert werden und der Achtstundentag flächendeckend eingeführt werden.
Im Jahr 1927 schlossen sich vier Einzelgewerkschaften, der Verband der Lebensmittel- und Getränkearbeiter Deutschlands, der Deutsche Nahrungs- und Genußmittelarbeiterverband, der Zentralverband der Fleischer und Berufsgenossen Deutschlands und der Verband der Böttcher, Weinküfer und Hilfsarbeiter Deutschlands zusammen. Der neu gegründete Verband der Nahrungsmittel- und Getränkearbeiter hatte 1927 rund 150.000 Mitglieder.

### 1933 bis 1945
Nach der Machtergreifung Hitlers 1933 wurden die Gewerkschaften zunehmend unter Druck gesetzt und am 2. Mai 1933 verboten. Die Gewerkschaftshäuser der NGG-Vorläuferorganisationen wurden besetzt und viele Funktionäre verhaftet. Ein Beispiel für gewerkschaftliche Untergrundarbeit in der NS-Zeit ist die sog. Mitropa-Gruppe. Eine Reihe von Mitropa-Kellnern nutzte ihre berufliche Tätigkeit in Zügen aus, um Schriften und Nachrichten aus Deutschland heraus und nach Deutschland hinein zu schmuggeln. In vielen Orten arbeiteten Gewerkschafter/-innen aus unterschiedlichen Berufsrichtungen eng im Untergrund zusammen. Einige büßten für ihren Einsatz mit Gefängnisstrafen oder sogar dem Leben.

## Geschichte

### 1949 bis 1990
Auf dem Verschmelzungsverbandstag vom 24. bis 26. Mai 1949 in München wurde der Zusammenschluss der Verbände der Nahrungs- und Genussmittelindustrie beschlossen. Auch die Verbände der Beschäftigten in Hotels und Gaststätten und der Tabakindustrie schlossen sich an. Die (Einheits-)Gewerkschaft Nahrung-Genuss-Gaststätten (NGG) war gegründet. Der Wirkungsbereich der NGG war auf die Bundesrepublik Deutschland beschränkt, in der sowjetischen Besatzungszone und der späteren DDR wurde ihr Gegenstück, die Gewerkschaft Handel, Nahrung und Genuss, parteipolitisch instrumentalisiert.
Die NGG konnte 1959 in der Zigarettenindustrie als erster Branche die 40-Stunden-Woche durchsetzen.
Mit dem Bundesrahmentarifvertrag in der Brauindustrie trat am 1. Januar 1974 der erste einheitliche Einkommenstarifvertrag in Deutschland in Kraft.
Vor dem Hintergrund der wachsenden Beschäftigungskrise vereinbarte die NGG Anfang der 1980er Jahre verschiedene Vorruhestandsregelungen mit den Arbeitgebern. Arbeitnehmer über 58 Jahre sollten die Möglichkeit bekommen, mit rund 75 Prozent ihres bisherigen Bruttogehaltes vorzeitig in den Ruhestand gehen zu können.

### Seit 1990
Seit dem 1. Dezember 1990 vertritt die Gewerkschaft Nahrung-Genuss-Gaststätten die Arbeitnehmer aus den zugehörigen Branchen in ganz Deutschland. Die Anhebung der Löhne im Osten auf das Niveau der alten Bundesländer ist laut eigener Aussage weiter eines der Hauptziele der NGG.

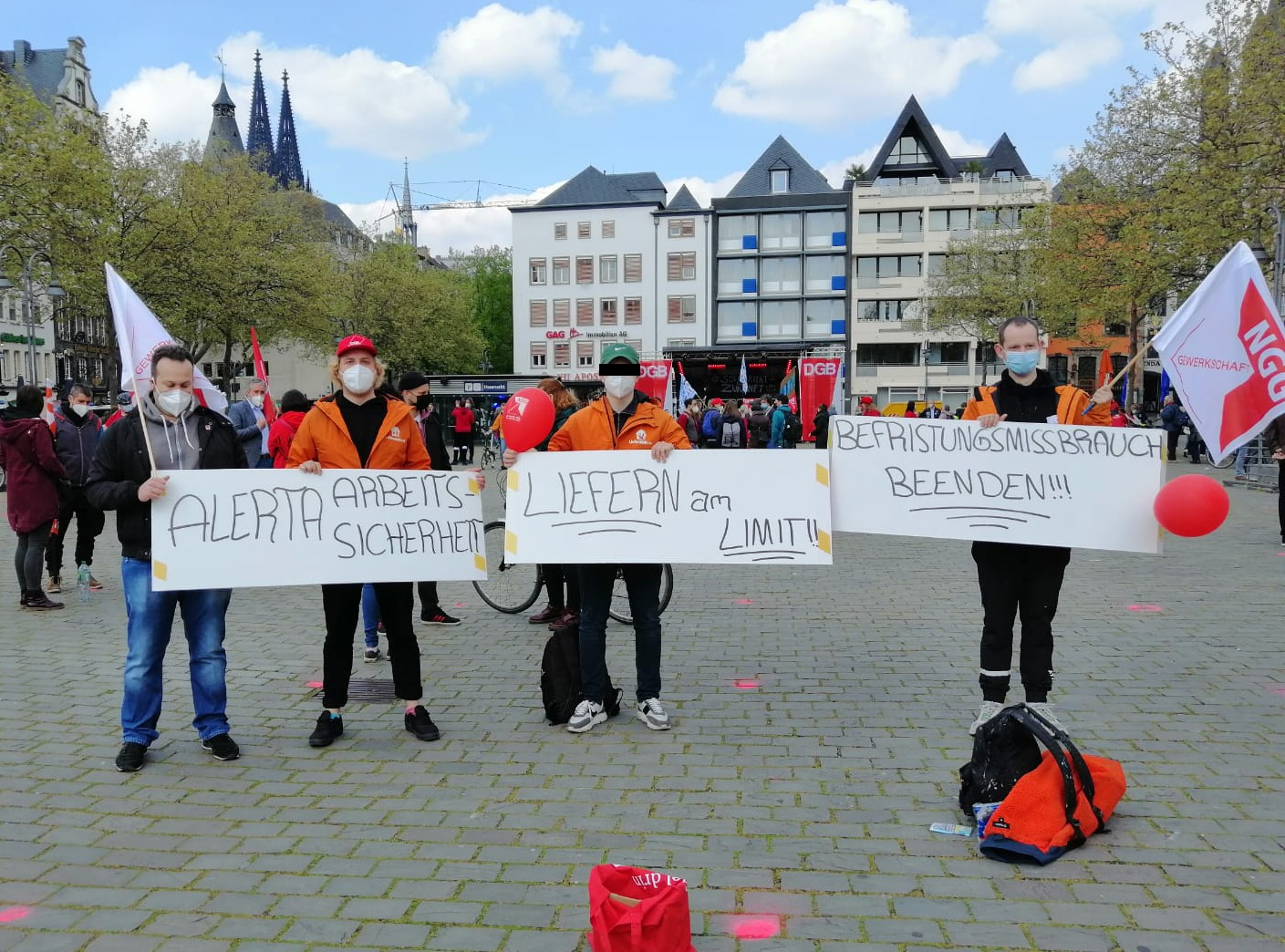
Angestellte von Lieferando protestieren mit NGG-Fahnen gegen schlechte Arbeitsbedingungen

Die Arbeitnehmer in der Ernährungsindustrie sind vielerorts von Dumpinglöhnen und schlechten Arbeitsbedingungen betroffen. Auch der Anstieg der Rohstoffspekulationen hat für die Ernährungswirtschaft in Deutschland eine große Bedeutung. Die NGG fordert ein Verbot der Spekulationen mit Lebensmitteln, weil sie die Lebensgrundlage von Millionen von Menschen in den weniger entwickelten Ländern bedroht.

## Vorsitzende
- 1949–1950: Gustav Pufal
- 1950–1951: Ferdinand Warnecke
- 1951–1962: Hans Nätscher
- 1962–1966: Alfred Schattanik
- 1966–1978: Herbert Stadelmaier
- 1978–1989: Günter Döding
- 1989–1990: Erich Herrmann
- 1990–1992: Heinz-Günter Niebrügge
- 1992–2013: Franz-Josef Möllenberg
- 2013–2018: Michaela Rosenberger
- 2018-heute: Guido Zeitler